# Jiří Štěpán
Jiří Štěpán (* 7. listopadu 1978 Hradec Králové) je český politik, historik a vysokoškolský pedagog, v letech 2016 až 2020 hejtman Královéhradeckého kraje, v letech 2008 až 2012 a opět od roku 2016 krajský zastupitel (navíc od roku 2024 náměstek hejtmana), v letech 2014 až 2018 zastupitel a radní města Hradce Králové, od roku 2022 zastupitel města Rokytnice v Orlických horách a od roku 2023 starosta města.

## Život
Vystudoval obor historie na Filozofické fakultě Univerzity Palackého v Olomouci (získal titul Mgr.). Od roku 2003 působí jako odborný pracovník v Kabinetu dějin lékařství Lékařské fakulty Univerzity Karlovy v Hradci Králové.
V roce 2006 se stal zaměstnancem i Univerzity Hradec Králové, kde byl do roku 2007 vědeckým pracovníkem Historického ústavu Fakulty humanitních studií a od roku 2007 je odborným asistentem Historického ústavu Filozofické fakulty. V letech 2011 až 2016 byl proděkanem Filozofické fakulty UHK pro oblast vědy, výzkumu a tvůrčí činnosti. Zároveň byl statutárním zástupcem děkana. Zároveň na hradecké univerzitě úspěšně složil rigorózní zkoušku v oboru historie (získal titul PhDr.) a taktéž úspěšně absolvoval doktorské studium v oboru české a československé dějiny (získal titul Ph.D.).
Angažuje se v akciové společnosti Centrum evropského projektování (v letech 2010 až 2013 jako člen předsednictva, od roku 2014 jako předseda představenstva). Dále je členem správní rady obecně prospěšné společnosti Archeopark Všestary (od roku 2012) a členem správní rady Nadačního fondu Centra pro exilová studia (od roku 2013).
Jiří Štěpán je ženatý, žije v Rokytnici v Orlických horách, konkrétně v části Nebeská Rybná. 

## Politické působení
Je bývalým členem Sociální demokracie (do roku 2023 Česká strana sociálně demokratická). Ve straně zastával post předsedy místní organizace v Hradci Králové a byl také místopředsedou Okresního výkonného výboru Hradec Králové.
Zastupitelem statutárního města Hradec Králové se stal ve volbách v roce 2014, kdy ze 16. místa kandidátky vlivem preferenčních hlasů vystoupal na třetí místo. V listopadu 2014 byl navíc zvolen radním města. Působí jako předseda Komise Rady města pro rozvoj cestovního ruchu a také je členem Komise rady města pro výchovu a vzdělávání.
V krajských volbách v roce 2008 byl za ČSSD zvolen zastupitelem Královéhradeckého kraje. Působil jako člen Výboru pro regionální rozvoj a cestovní ruch a jako člen Výboru pro kulturu a památkovou péči. V krajských volbách v roce 2016 byl lídrem kandidátky ČSSD v Královéhradeckém kraji a stal se zastupitelem. I když ČSSD skončila až druhá, podařilo se jí utvořit koalici se třetí ODS, čtvrtou Koalicí pro Královéhradecký kraj (tj. KDU-ČSL, VPM a HDK), šestým uskupením STAROSTOVÉ A VÝCHODOČEŠI a sedmou TOP 09. Dne 14. listopadu 2016 byl zvolen hejtmanem Královéhradeckého kraje (obdržel 27 hlasů od 45 přítomných zastupitelů).
V komunálních volbách v roce 2018 obhajoval za ČSSD post zastupitele města Hradec Králové, ale neuspěl. Následně skončil i v pozici radního města.
V krajských volbách v roce 2020 byl lídrem společné kandidátky ČSSD, Zelených a nestraníků v Královéhradeckém kraji, mandát krajského zastupitele se mu podařilo obhájit. Dne 19. října 2020 byl pozitivně testován na covid-19. Dne 2. listopadu 2020 jej ve funkci hejtmana vystřídal Martin Červíček z ODS.
V komunálních volbách v roce 2022 byl lídrem společné kandidátky ROKYTNICE PRO složené ze dvou kandidátů ČSSD, nestraníků a jednoho kandidáta KSČM. Dne 11. září 2023 byl zvolen starostou města po odvolání starosty Luboše Michalce.
V krajských volbách v roce 2024 obhájil z pozice člena SOCDEM post zastupitele Královéhradeckého kraje, a to jako lídr kandidátky uskupení „HLAS samospráv – pro spravedlivý rozvoj Královéhradeckého kraje“ (tj. SOCDEM, hnutí SproK a hnutí RH). Na začátku listopadu 2024 se pak stal náměstkem hejtmana pro oblast regionálního rozvoje, evropských grantů a dotací, kultury a cestovního ruchu.
V červnu 2025 SOCDEM opustil kvůli jejímu vyjednávání o společné kandidatuře s hnutím Stačilo!.